# 张幼桢
张幼桢（1920年1月25日—2016年11月28日），男，江苏常州人，中国机械制造专家，曾任南京航空学院教授、博士生导师。